# Атлон Таун
«Атлон Таун» (ирл. Cumann Peile Bhaile Áth Luain) — ирландский футбольный клуб из города Атлон. Клуб основан в 1887 году, с 1922 года играет в чемпионате Ирландии. Домашняя арена команды стадион «Атлон Таун». Клуб является двукратным чемпионом Ирландии и обладателем Кубка Ирландии.

## Достижения
- Чемпион Ирландии (2): 1980/81, 1982/83.
- Обладатель Кубка Ирландии (1): 1924.
- Обладатель Кубка Ирландской лиги (3): 1979/80, 1981/82, 1982/83.

## Выступления в еврокубках
| Сезон   | Турнир          | Раунд |               | Клуб       | Счёт     |
| ------- | --------------- | ----- | ------------- | ---------- | -------- |
| 1975/76 | Кубок УЕФА      | 1Р    | Флаг Норвегии | Волеренга  | 3:1, 1:1 |
|         |                 | 2Р    | Флаг Италии   | Милан      | 0:0, 0:3 |
| 1981/82 | Кубок чемпионов | 1Р    | Флаг Дании    | Копенгаген | 1:1, 2:2 |
| 1983/84 | Кубок чемпионов | 1Р    | Флаг Бельгии  | Стандард   | 2:3, 2:8 |